# Woodrow Wilson International Center for Scholars
Le Woodrow Wilson International Center for Scholars, le Woodrow Wilson Center ou le Wilson Center, situé à Washington, est un think tank américain fondé en 1968 par une loi du Congrès des États-Unis. Rattaché au Smithsonian Institution, il est classé en 2013, 2014 et 2015 parmi les dix meilleurs think tanks du monde selon des chercheurs de l'université de Pennsylvanie.
Nommé en l'honneur du président américain Woodrow Wilson, sa mission consiste « à commémorer les idéaux et les préoccupations de Woodrow Wilson, en faisant le lien entre l'univers des idées et l'univers des politiques ; en encourageant la recherche, l'étude, la discussion et la collaboration parmi la gamme entière des individus intéressés par les politiques et les savoirs dans les affaires nationales et mondiales »,.
Un décret de la Seconde présidence de Donald Trump du 15 mars 2025 annonce le démantèlement de sept agences indépendantes du gouvernement des États-Unis dont cet organisme.

## Organisation

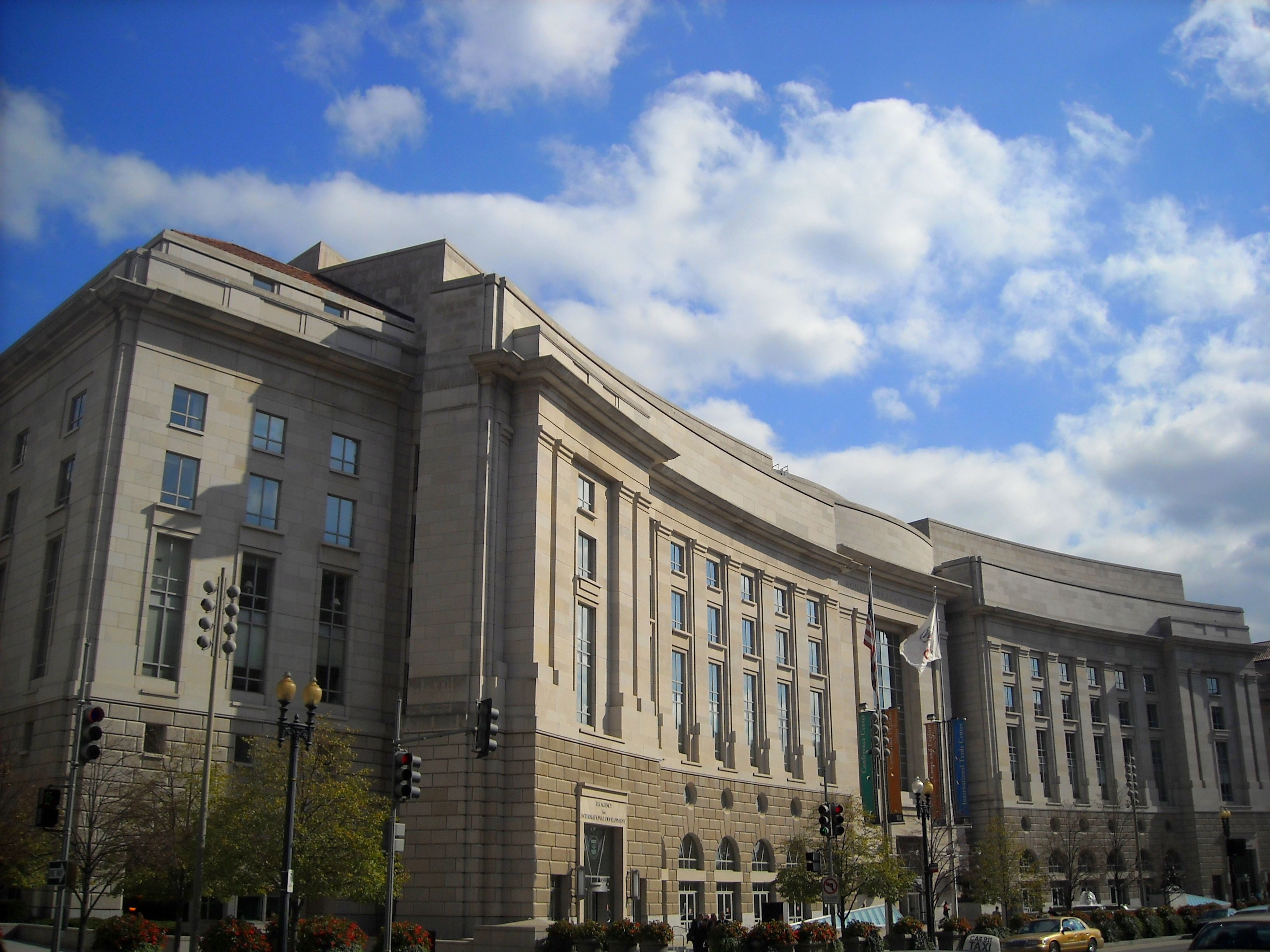
Le Ronald Reagan Building and International Trade Center, où siège le Wilson Center.

Le Woodrow Wilson International Center for Scholars est nommé en l'honneur de Woodrow Wilson, le seul président américain qui détient un PhD.

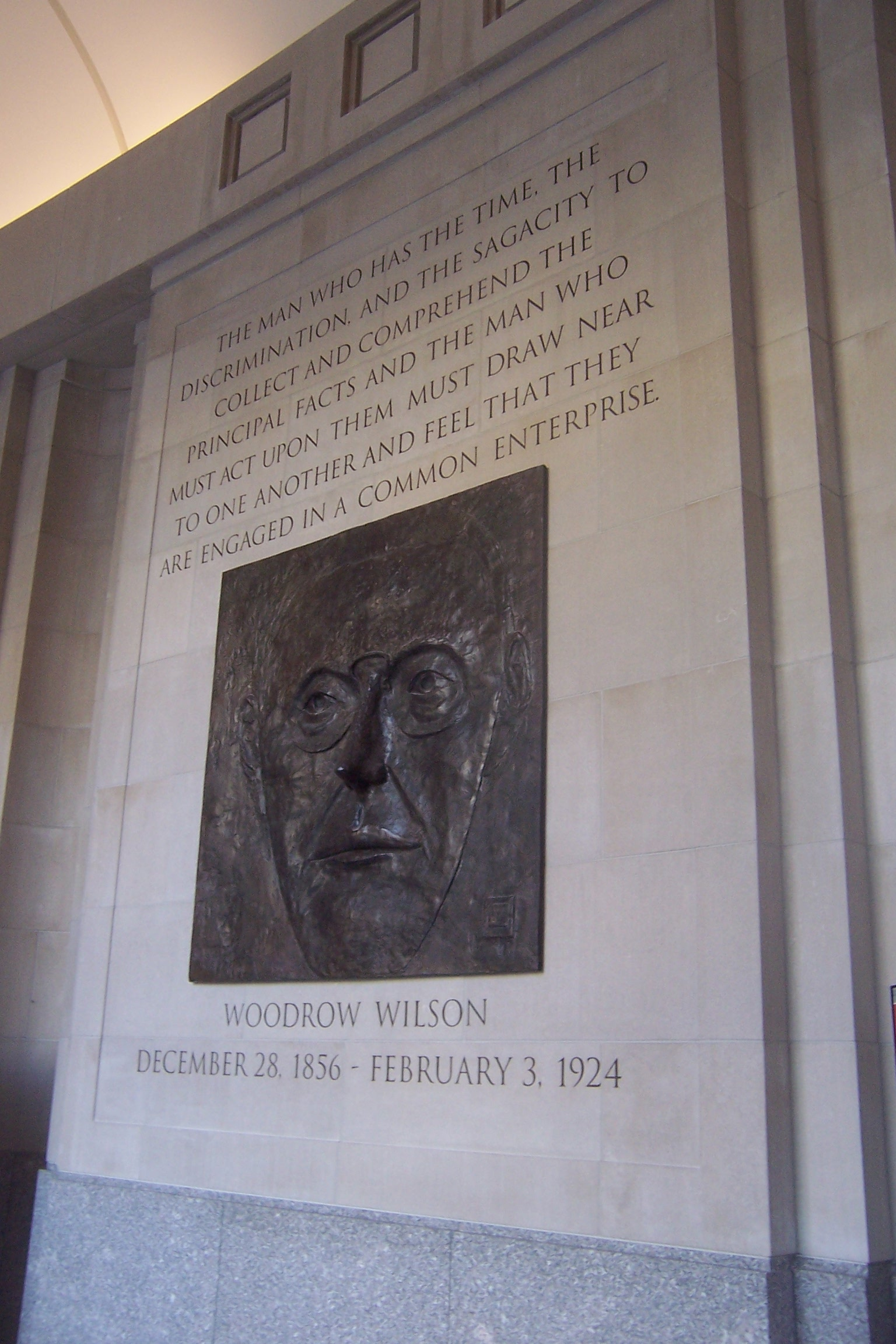
Plaque commémorative dans le Memorial Hallway du Wilson Center.

Le Wilson Center est rattaché au Smithsonian Institution, mais est supervisé par un conseil d'administration composé de représentants du gouvernement fédéral américain et de citoyens nommés par le Président des États-Unis. Chaque membre du conseil d'administration est nommé pour une durée de six ans. Les administrateurs servent sur différents comités, que ce soit à l'exécutif, à l'audit et finances, au développement, à l'investissement corporatif ou à la politique d'investissement.
- directrice et présidente du conseil : Jane Harman[Quand ?]
- président : Thomas R. Nides (Morgan Stanley)
- vice-président : Sander R. Gerber (Hudson Bay Capital Management)

Pour l'année 2013, le Go To Think Tank Report de l'université de Pennsylvanie a classé le Wilson Center parmi les dix meilleurs think tanks au monde. Pour l'année 2014, il occupe toujours la même place dans le classement. Ce classement a indiqué que le Wilson Center occupe le 5e rang aux États-Unis, le 4e au monde pour le développement international, le 8e au monde pour les affaires internationales, le 27e pour la défense et la sécurité nationale et le 11e au monde par sa gestion. Pour l'année 2015, toujours selon l'université de Pennsylvanie, il est classé à la 9e place

## Activités
Le Wilson Center est financé grâce à un partenariat public-privé. Environ le tiers de son budget annuel est pourvu par le gouvernement fédéral américain, le reste de son financement provient de dotations (trust funds). L'essentiel de ses activités est mené dans une aile du Ronald Reagan Building and International Trade Center, un immeuble à bureaux du gouvernement fédéral où le think tank jouit d'un bail gratuit jusqu'en 2028.
Le personnel comprend des universitaires, des éditeurs, des bibliothécaires, des gestionnaires et du personnel de soutien, tous devant répondre devant les administrateurs du respect et de la progression de la mission du centre. Les administrateurs et le personnel sont conseillés par un groupe de citoyens appelé le Wilson Council (Conseil de Wilson). Les stagiaires, le plus souvent des étudiants universitaires, soutiennent les activités du personnel et des universitaires invités, tout en apprenant à maîtriser les aspects des recherches de niveaux supérieurs.
La majorité du personnel est affectée à des programmes et des projets particuliers qui couvrent plusieurs disciplines. Ces programmes et projets sont responsables d'organiser et de soutenir des conférences et des séminaires, ainsi que de soutenir plusieurs types de recherches, de communications et de publications sur les sujets qui relèvent de leurs responsabilités.
Le centre publie un magazine en ligne, The Wilson Quarterly.
Chaque année, le Wilson Center remet plusieurs prix pour souligner l'engagement personnel auprès de la communauté, engagement qui rejoint le rêve de Woodrow Wilson d'intégrer la politique, l'éducation supérieure et les politiques pour le bien commun. Les récipiendaires se classent dans l'une des deux catégories : service public (Public Service) et citoyenneté corporative (Corporate Citizenship). Les gagnants sont choisis par le conseil d'administration ; les prix sont remis lors de repas bénéfices organisés annuellement un peu partout aux États-Unis.

### Programmes
Le centre maintient environ 20 programmes :
- Africa Program : fondé en 1999, il se concentre sur les affaires internationales qui influencent le continent africain, suscite la montée et forme des meneurs au Burundi et au Congo[12].
- Asia Program : il analyse la politique, les politiques publiques, la culture et les dossiers de la région Asie-Pacifique, une région allant de l'Afghanistan au Japon[13].
- Brazil Institute : Fondé en 2006, il se concentre sur l'analyse et l'organisation de panels de discussion sur les politiques publiques, l'économie, la présence mondiale du Brésil[14].
- Canada Institute : fondé en 2001, il analyse les relations canado-américaines, les échanges commerciaux et le rôle international du Canada alors que la calotte glaciaire du pôle Nord fond[15].
- Cold War International History Project (CWIHP) : il vise à partager le plus rapidement possible les documents gouvernementaux de n'importe quel pays sur la guerre froide. Il tente aussi d'intégrer la documentation actuelle avec les nouvelles sources documentaires issues du bloc de l'Est. Il publie des documents et de nouvelles perspectives historiques sur la guerre avec l'ancien bloc communiste.
- Environmental Change and Security Program (ECSP) : fondé en 1994 dans le but d'explorer les connexions entre l'environnement, la santé et l'évolution de la population, ainsi que leurs liens avec les conflits, l'insécurité des populations humaines et les politiques étrangères.

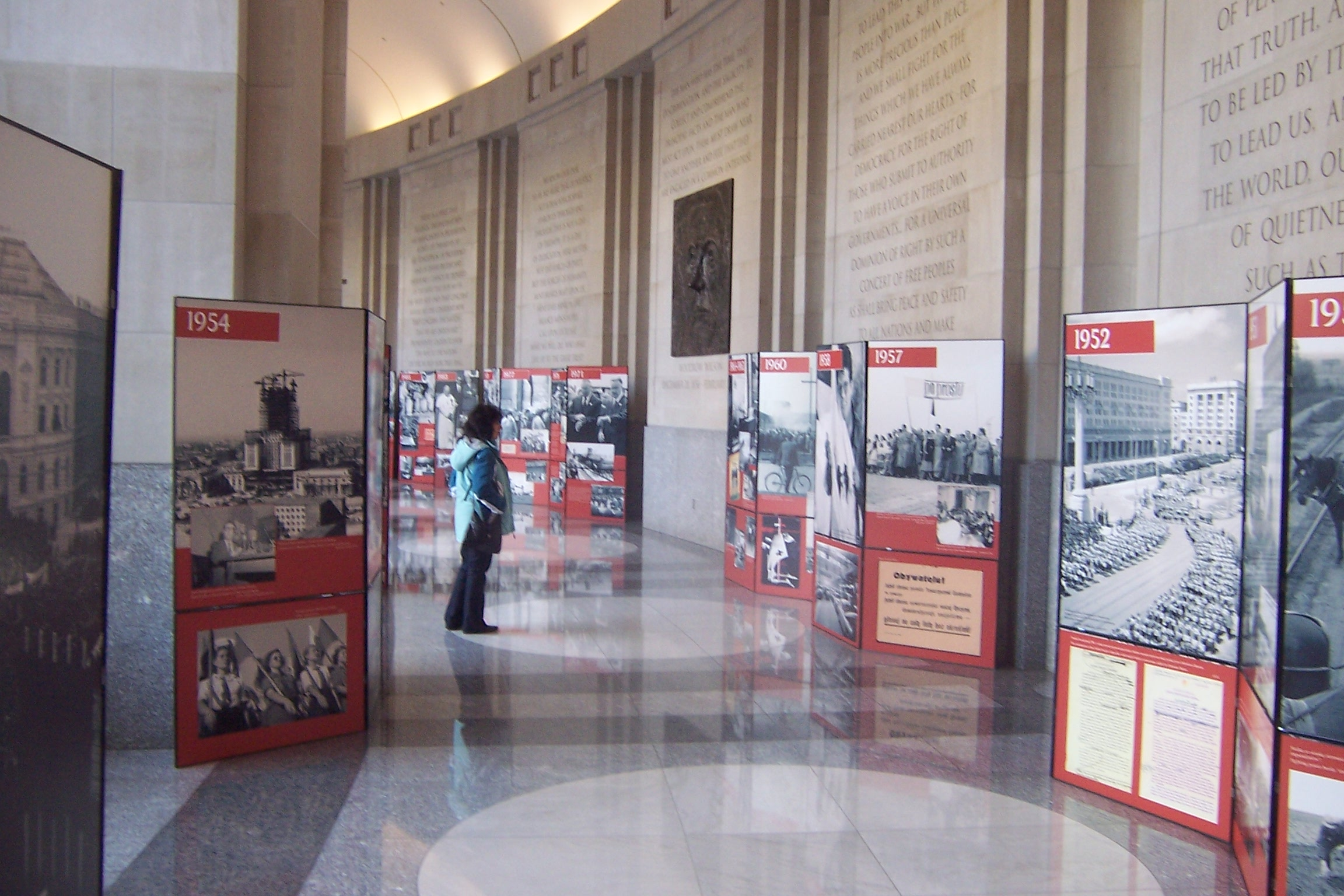
Le HAPP a parrainé une exposition présentée en 2009 et 2010 dans le Memorial Hallway. Il porte sur les évènements clés de l'histoire de la Pologne de 1944 à 1989,.

- History and Public Policy Program (HAPP) : il se concentre sur les entre l'histoire et les politiques publiques, tout en cherchant à maintenir ou établir un dialogue ouvert, éduqué et non partisan sur des sujets historiques importants.
- Kennan Institute : fondé en 1974 en tant que division du Woodrow Wilson Center, il a pour but d'améliorer la compréhension du public américain sur la Russie et les États apparus après la chute de l'Union soviétique.
- Kissinger Institute on China and the United States : il porte son regard sur les relations politique, économiques, historiques et culturels des États-Unis et de la Chine. Nommé en l'honneur d'Henry Kissinger, qui en tant que secrétaire d'États a pavé la voie à la visite de Richard Nixon en Chine en 1972, ouvrant ainsi une ère de collaboration entre les deux pays[18].
- Mexico Institute : il conduit des recherches originales et des analyses sur l'économie du Mexique, organise des rencontres et propose des politiques publiques[19]. L'institut se concentre sur cinq aspects : sécurité et application de la loi au Mexique, compétitivité économique (tant pour le Mexique que pour l'économie transnationale chevauchant la frontière entre les États-Unis et le Mexique), immigration, la frontière entre les États-Unis et le Mexique, ainsi que le dossier de l'énergie.
- Middle East Program : lancé en 1998, ce programme analyse les aspects géopolitiques, culturels et sociaux au Moyen-Orient et en Afrique du Nord[20]. En 2007, du 8 mai au 21 août, Haleh Esfandiari (en), alors directeur du programme est emprisonné à Téhéran à la prison d'Evin[21]. Relâché sous caution, son passeport lui est remis le 2 septembre 2007. Elle est donc autorisée à quitter l'Iran[22].
- North Korea International Documentation Project : ce projet traduit et publie des documents déclassifiés sur la Corée du Nord, documents transmis par d'anciens alliés du pays[23]. Les documents sont publiés dans un premier temps sur le Digital Archive du centre[24] puis classés dans les archives du projet[25].
- Project on Emerging Nanotechnologies : lancé en 2005 en partenariat avec les Pew Charitable Trusts, ce projet vise à minimiser l'impact négatif tout en soutirant le maximum des nanotechnologies ; il vise également à encourager un engagement soutenu du public et des consommateurs envers ces technologies.

La maison d'édition Woodrow Wilson Center Press publie des livres rédigés par des fellows, des universitaires en résidence et le personnel, si les ouvrages ont été rédigés principalement dans le cadre de la mission du Woodrow Wilson Center.

### Citations originales
1. ↑  Traduction de « to commemorate the ideals and concerns of Woodrow Wilson by: providing a link between the world of ideas and the world of policy; and fostering research, study, discussion, and collaboration among a full spectrum of individuals concerned with policy and scholarship in national and world affairs »